# Lindenbach (Röslau)
Der Lindenbach ist ein rechter Nebenbach der Röslau im bayrischen Teil des Kohlwalds im Fichtelgebirge. Er wird im Oberlauf rechtsseitig vom etwa 0,8 km langen Kalter Bach gespeist.

## Quelle
Der Lindenbach entspringt am Nordabfall des Moosrangen, der seine höchste Erhebung mit 599 m ü. NN hat. Seine Quelle ist in einem Brunnenhaus (Lindenbrunnen) gefasst.

## Verlauf
Er fließt am Westrand des Ameisenbühl in nördliche Richtung und mündet bei Schirnding in die Röslau.

## Nutzung
Der Lindenbach wird durch Fischerei (Fischteiche) wirtschaftlich genutzt.

## Karte
- Bayerisches Landesvermessungsamt: UK 50-13 Naturpark Fichtelgebirge – östlicher Teil, Maßstab 1:50.000 (mit Wanderwegen)